# Lars Björn
Lars Björn (Estocolmo, Suecia; 16 de diciembre de 1931 - 15 de agosto de 2024) fue un jugador de hockey sobre hielo de Suecia que jugó en la posición de defensa.

## Carrera

### Club
Jugó toda su carrera con el Djurgårdens IF Hockey de 1949 a 1966, equipo con el que fue campeón nacional en nueve ocasiones y su número 12 que lo usó en toda su carrera fue retirado del club.

### Selección nacional
Jugó para Suecia en 217 ocasiones de 1951 a 1963, participó en nueve ediciones del Campeonato Mundial de Hockey sobre Hielo Masculino donde fue campeón mundial en dos ocasiones; y también participó en tres ediciones de los Juegos Olímpicos de Invierno, donde ganó la medalla de bronce en la edición de Oslo 1952.

## Logros

### Club
- Hockeyallsvenskan (9): 1950, 1954, 1955, 1958, 1959, 1960, 1961, 1962, 1963

### Selección nacional
- Campeonato Mundial de Hockey sobre Hielo Masculino (2): 1953, 1957

### Individual
- Miembro del Salón de la Fama de la IIHF en 1998.[5][6]